# J&T Banka Ostrava Open 2021
J&T Banka Ostrava Open 2021 byl tenisový turnaj pořádaný jako součást ženského okruhu WTA Tour, který se odehrával na tvrdých dvorcích Ostravar Arény. Probíhal mezi 20. až 26. zářím 2021 v severomoravské metropoli Ostravě.
Turnaj byl do kalendáře poprvé zařazen v sezóně 2020 jako náhrada za zrušený Zhengzhou Open v čínském Čeng-čou kvůli pandemii covidu-19. Pro pokračující omezení způsobená infekcí, která znovu vedla ke zrušení podzimní části okruhu v Asii, získal Ostrava Open místo v zářijovém termínu. Rozpočet události hrané v kategorii WTA 500 činil 565 530 dolarů. Nejvýše nasazenou hráčkou ve dvouhře se stala světová šestka Iga Świąteková z Polska. Jako poslední přímá účastnice do dvouhry opět nastoupila 49. hráčka žebříčku, Číňanka Čang Šuaj.
Ostravský turnaj probíhal v týdnu, během něhož figurovaly tři Češky v elitní světové desítce žebříčku WTA. Světová trojka Karolína Plíšková se však odhlásila pro zranění zápěstí. Také pátá v pořadí Barbora Krejčíková před zahájením odstoupila pro únavu, která ji limitovala již na US Open. Roli druhé nasazené plnila desátá hráčka klasifikace Petra Kvitová, kterou v semifinále vyřadila Kontaveitová. Kvůli natrženému břišnímu svalu z US Open nehrála ani světová pětadvacítka Karolína Muchová, která si obnovila zranění z únorového Australian Open 2021.
Kapacita arény činila pět tisíc diváků. Půlmetrová trofej navržená designérem Janem Pančochou z firmy Lasvit byla inspirována letem tenisového míčku.
Třetí singlový titul na okruhu WTA Tour vybojovala Estonka Anett Kontaveitová, jež v soutěži neztratila žádný set. Čtyřhru ovládl indicko-čínský pár Sania Mirzaová a Čang Šuaj, jehož členky z druhé společné účasti v deblových soutěžích na túře WTA získaly první trofej jako spoluhráčky.

## Rozdělení bodů a finančních odměn

### Rozdělení bodů
| Soutěž  | vítězky | finalistky | semifinalistky | čtvrtfinalistky | 16 v kole | 28 v kole | Q  | Q2 | Q1 | zdroj |
| ------- | ------- | ---------- | -------------- | --------------- | --------- | --------- | -- | -- | -- | ----- |
| Dvouhra | 470     | 305        | 185            | 100             | 55        | 1         | 25 | 13 | 1  | [ 2 ] |
| Čtyřhra | 470     | 305        | 185            | 100             | 1         | —         | —  | —  | —  | [ 8 ] |

### Finanční odměny
| Soutěž                                | vítězky  | finalistky | semifinalistky | čtvrtfinalistky | 16 v kole | 28 v kole | Q2      | Q1      | zdroj       |
| ------------------------------------- | -------- | ---------- | -------------- | --------------- | --------- | --------- | ------- | ------- | ----------- |
| Dvouhra                               | 68 570 $ | 51 000 $   | 32 400 $       | 15 500 $        | 8 200 $   | 6 650 $   | 5 000 $ | 2 565 $ | [ 2 ] [ 9 ] |
| Čtyřhra                               | 25 230 $ | 17 750 $   | 10 000 $       | 5 500 $         | 3 500 $   | —         | —       | —       | [ 8 ]       |
| částky ve čtyřhře jsou uváděny na pár |          |            |                |                 |           |           |         |         |             |

## Ženská dvouhra

### Nasazení
| Stát                         | Hráčka                     | WTA | Nasazení |
| ---------------------------- | -------------------------- | --- | -------- |
| Polsko                       | Iga Świąteková             | 8.  | 1.       |
| Česko                        | Petra Kvitová              | 10. | 2.       |
| Švýcarsko                    | Belinda Bencicová          | 12. | 3.       |
| Řecko                        | Maria Sakkariová           | 13. | 4.       |
| Rusko                        | Anastasija Pavljučenkovová | 14. | 5.       |
| Německo                      | Angelique Kerberová        | 15. | 6.       |
| Kazachstán                   | Jelena Rybakinová          | 17. | 7.       |
| Česko                        | Karolína Muchová           | 22. | 8.       |
| Španělsko                    | Paula Badosová             | 27. | 9.       |
| Žebříček WTA k 13. září 2021 |                            |     |          |

### Jiné formy účasti
Následující hráčky obdržely divokou kartu do hlavní soutěže:
- Caroline Garciaová
- Tereza Martincová
- Jeļena Ostapenková
- Kateřina Siniaková

Následující hráčky postoupily do hlavní soutěže z kvalifikace:
- Océane Dodinová
- Fiona Ferrová
- Ana Konjuhová
- Magda Linetteová
- Anastasija Potapovová
- Anastasija Zacharovová

Následující hráčky postoupily jako šťastné poražené:
- Anna Blinkovová
- Varvara Gračovová

### Odhlášení
před zahájením turnaje
- Barbora Krejčíková → nahradila ji  Čang Šuaj
- Elise Mertensová → nahradila ji  Varvara Gračovová
- Petra Martićová → nahradila ji  Sara Sorribesová Tormová
- Karolína Muchová → nahradila ji  Anna Blinkovová
- Karolína Plíšková → nahradila ji  Jil Teichmannová
- Elina Svitolinová → nahradila ji  Sorana Cîrsteaová

## Ženská čtyřhra

### Nasazení
| Stát                                                                     | Hráčka               | Stát        | Hráčka            | WTA  | Nasazení |
| ------------------------------------------------------------------------ | -------------------- | ----------- | ----------------- | ---- | -------- |
| Polsko                                                                   | Magda Linetteová     | USA         | Bernarda Peraová  | 115. | 1.       |
| Indie                                                                    | Sania Mirzaová       | Čína        | Čang Šuaj         | 129. | 2.       |
| USA                                                                      | Kaitlyn Christianová | Nový Zéland | Erin Routliffeová | 134. | 3.       |
| Japonsko                                                                 | Eri Hozumiová        | Japonsko    | Makoto Ninomijová | 142. | 4.       |
| Žebříček WTA k 13. září 2021; číslo je součtem umístění obou členek páru |                      |             |                   |      |          |

### Odhlášení
před zahájením turnaje
- Natela Dzalamidzeová /  Kamilla Rachimovová → nahradily je  Natela Dzalamidzeová /  Jana Sizikovová
- Jekatěrina Alexandrovová /  Stefanie Vögeleová → nahradily je  Rutudža Bhosaleová /  Emily Webleyová-Smithová

## Přehled finále

### Ženská dvouhra
- Anett Kontaveitová vs.  Maria Sakkariová, 6–2, 7–5

### Ženská čtyřhra
- Sania Mirzaová /  Čang Šuaj vs.  Kaitlyn Christianová /  Erin Routliffeová 6–3, 6–2